# 代亞布羅峽谷隕石
代亞布羅峽谷隕石是撞擊出巴林傑隕石坑的隕石，已經在隕石坑周圍收集了許多的碎片。該地位於美國亞利桑納州，鄰近的代亞布羅峽谷在西方3-4英里。

## 歷史
這顆隕石大約於50,000年前墜落。在19世紀中期，人们就已經知道史前的美國原住民曾经蒐集與使用这颗陨石。巴林傑隕石坑的起源，從19世紀晚期至20世紀中期一直都有爭議，因為它起初被認為是火山地形，但鄰近區域的地質卻缺乏火山活動的證據。多虧了尤金·舒梅克在1950年代的研究，才解決了爭議。
在1953年，克莱尔·卡梅伦·帕特森使用隕石的標本測量地球的年齡為45.5億年（± 7千萬年）。

## 成分和分類
這顆隕石是鐵質的八面體隕鐵，來自隕石的報告包含的礦物有：
- 鈷碳鐵隕石 – 鐵碳化物
- 鉻鐵礦 – 鐵鉻氧化鎂
- 鉻鐵硫隕石 – 鐵(II)鉻化硫
- 鑽石和六方白碳石 – 碳
- 石墨 – 碳
- 碳鎳鐵礦 – 鐵、鎳和碳
- 錐紋石鐵鎳合金 – 最常見的成分。
- 卑金屬 硫
- 磷鐵石 – 鐵鎳磷化物
- 鎳紋石鐵鎳合金
- 隕硫鐵 各種鐵硫化礦物中的磁黃鐵礦。在此樣本中的隕硫鐵是用作硫同位素標準的參考。
- 碳矽石 – 各種碳化矽中，第二難見的天然礦物。

## 碎片

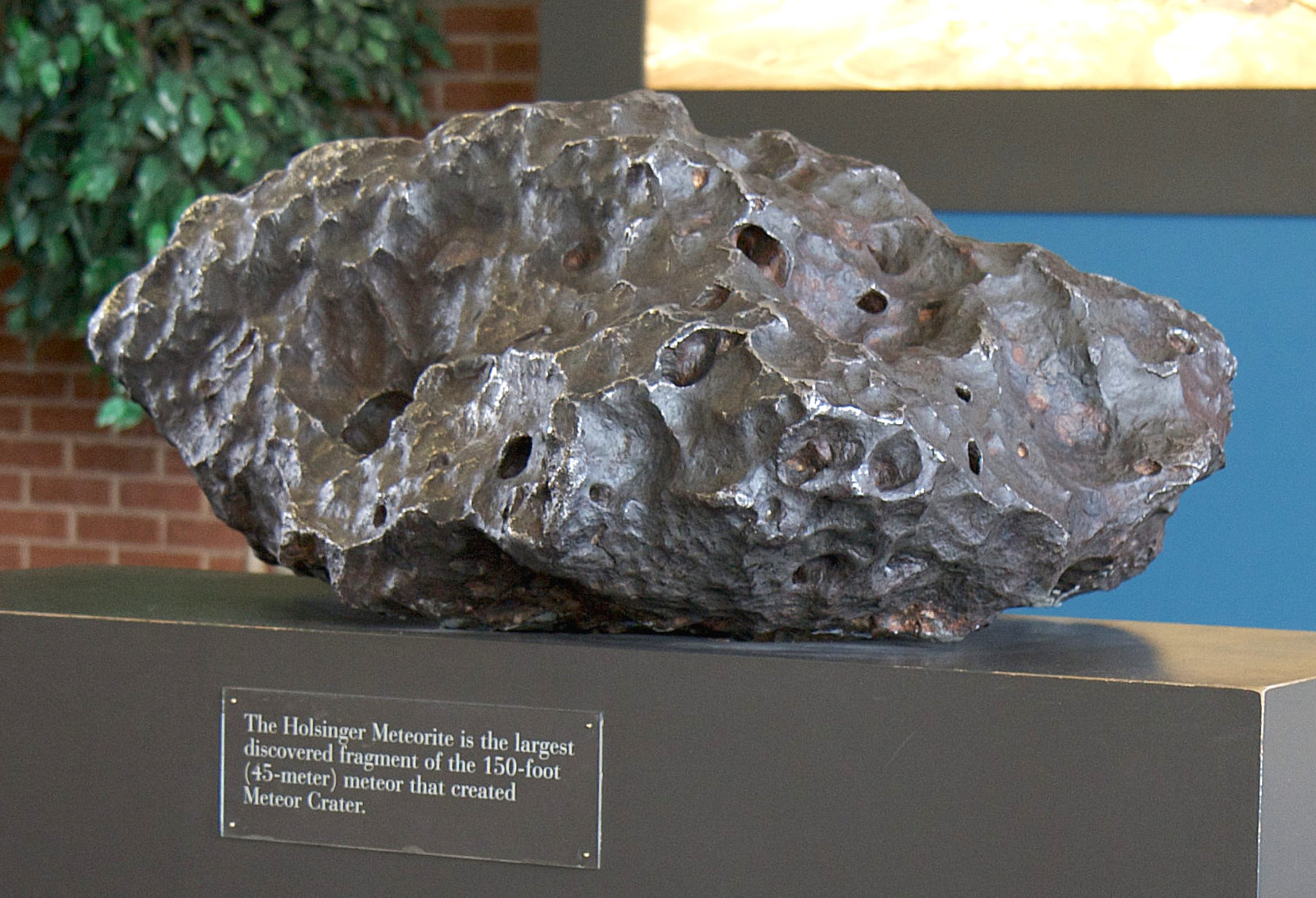
"霍勒辛格隕石"，被尋獲的代亞布羅峽谷隕石中最大的碎片。

有許多的碎片被世界各地與科學有關的博物館收藏著，包括芝加哥的菲爾德自然史博物館。已經發現的最大碎片是霍勒辛格隕石，重639公斤，目前展示在位於巴林傑隕石坑山脊的遊客中心。

## 外部連結
- Mindat.org（页面存档备份，存于）
- NASA research note